# Solsten (Bornholm)
Solstenar är stenplattor med ornament som föreställer solen. De är ungefär lika stor som en handflata och hittades på Bornholm.

## Beskrivning
Arkeologer hittade under 2010-talet på Bornholm ungefär 600 stenplattor med ristningar. De flesta ristningar var strålformiga som solstrålar. På ett fåtal nästan fyrkantiga plattor avbildades blommor och andra växter. Undersökningar med kol-14-metoden och keramikfragment i plattorna tyder på att de skapades 2900 f.Kr. Tidpunkten sammanfaller med slutet av trattbägarkulturen. Ett samhälle vid dagens Vasagård skyddades samtidig med palissader. Troligtvis kännetecknades epoken av större förändringar.
Solstenar hittades även vid Rispebjerg.

## Solstenarnas antagna syfte
Forskare från Köpenhamns universitet undersökte borrkärnor från Grönland och Antarktis samt trädens årsringar. Resultatet visade att solstenarnas produktion sammanfaller med ett större vulkanutbrott. Vulkanens aska fördelade sig i atmosfären och minskade solstrålarnas framgång, så att det förekom frost under sommaren. Forskarna antar att solstenarna var offergåvor för gudarna som ansågs vara ansvariga för det kalla vädret. Plattorna kan även ha varit ett tack när solen kom tillbaka.